# Alexandre Brongniart
Alexandre Brongniart (París, 10 de febrero de 1770-París, 7 de octubre de 1847) fue un químico, botánico, mineralogista, y zoólogo francés, que colaboró con Georges Cuvier. Era hijo del arquitecto Alexandre Théodore Brongniart y padre del botánico Adolphe Théodore Brongniart.

## Biografía
Nacido en París, fue director de Manufacture nationale de Sèvres, de 1800 a 1847.
Se interesa mucho en ciencias naturales, participando en la fundación en 1788, de la "Sociedad Filomática de París".
Se tituló en ingeniería de minas en 1794, profesor de historia natural en la Escuela Central de Cuatro Naciones en 1796, y sucede, en la cátedra de mineralogía en el Museo Nacional de Historia Natural de Francia en París, a René Just Haüy (1743-1822).
Hizo extensos estudios de las trilobitas y pionero en sus contribuciones a la estratigrafía desarrollando marcadores por fósiles para datar los estratos.
Brongniart fue fundador del "Museo Nacional de Cerámicas de Francia" ("Le musée national de Céramique"). En 1832 fue elegido presidente de la Sociedad geológica de Francia, elección que renovó en 1840.
La bustamita es un mineral, silicato de manganeso, de la clase de los inosilicatos. Fue descubierto por primera vez en la Mina de Franklin, en el condado de Sussex de Nueva Jersey y fue descrita en 1826 por Alexandre Brongniart, que lo nombró en memoria del botánico y mineralogista mexicano Miguel Bustamante y Septiem (1790–1844)1.
Introdujo una nueva clasificación de reptiles y escribió varios tratados de mineralogía y de artes de las cerámicas. También hizo un estudio extenso de trilobites y desarrolló los marcadores fósiles para fechar los estratos.

## Honores

### Epónimos
Géneros
- (Leguminosae) Brongniartia Kunth[1]
- (Monimiaceae) Brongniartia Blume[2]

Especies
- (Araceae) Caladium brongniartii Lem.[3]
- (Araliaceae) Myodocarpus brongniartii Dubard & R.Vig.[4]
- (Arecaceae) Bactris brongniartii Mart.[5]
- (Brassicaceae) Schizopetalon brongniartii (Barnéoud) Reiche[6]
- (Bromeliaceae) Billbergia brongniartii Regel[7]
- (Cactaceae) Mammillaria brongniartii Hort. París ex Salm-Dyck[8]
- (Caesalpiniaceae) Senna brongniartii (Gaudich.) H.S.Irwin & Barneby[9]
- (Cyperaceae) Carex brongniartii Kunth[10]
- (Dilleniaceae) Hibbertia brongniartii Gilg[11]
- (Dryopteridaceae) Arcypteris brongniartii (Bory) Holttum[12]
- (Euphorbiaceae) Codiaeum brongniartii Baill.[13]
- (Lauraceae) Camphora brongniartii Lukman.[14]
- (Lycopodiaceae) Urostachys brongniartii Herter ex Nessel & Hoehne[15]
- (Monimiaceae) Sciadicarpus brongniartii Hassk.[16]
- (Myrsinaceae) Ardisia brongniartii Mez[17]
- (Myrtaceae) Syzygium brongniartii (Merr. & L.M.Perry) J.W.Dawson[18]
- (Orchidaceae) Dendrobium brongniartii Kraenzl.[19]
- (Pandanaceae) Pandanus brongniartii H.St.John[20]
- (Piperaceae) Artanthe brongniartii Miq.[21]
- (Plantaginaceae) Plantago brongniartii Barnéoud[22]
- (Poaceae) Andropogon brongniartii Steud.[23]
- (Polypodiaceae) Polypodium brongniartii Bory[24]
- (Thelypteridaceae) Phegopteris brongniartii Mett.[25]
- (Zamiaceae) Zamia brongniartii Wedd.[26]

## Abreviatura (zoología)
La abreviatura Brongniart  se emplea para indicar a Alexandre Brongniart como autoridad en la descripción y taxonomía en zoología.

- La abreviatura «Al.Brongn.» se emplea para indicar a Alexandre Brongniart como autoridad en la descripción y clasificación científica de los vegetales.[27]